# Víctor Hugo Castañeda
Víctor Hugo Castañeda Vargas (San Vicente de Tagua Tagua, Región del Libertador General Bernardo O'Higgins, Chile, 6 de julio de 1962) es un exfutbolista, exentrenador de fútbol y político chileno.
Como futbolista se desempeñó como mediocampista ofensivo.

## Trayectoria
Debutó con Palestino, equipo en el que jugó la mayor parte de su carrera, y donde coincidió con su hermano Cristián Castañeda.
Posteriormente finalizada la Copa Chile 1992 fue contratado por Universidad de Chile, donde consiguió un bicampeonato en 1994 y 1995, y llegó a semifinales en la Copa Conmebol de 1994 y de la Copa Libertadores de 1996. 
Tras retirarse en 1997, pasó a integrar el cuerpo técnico de la Selección de fútbol de Chile, junto a Nelson Acosta y Gustavo Huerta en la Copa Mundial de Fútbol. Luego integró el cuerpo técnico de Universidad de Chile, dirigiendo a las categorías inferiores y en 2002 asumió la Dirección Técnica, reemplazando a César Vaccia, cargo que ocupó hasta 2003.
En 2005 pasó a entrenar a Deportes La Serena, institución en la cual estuvo durante 6 años y donde sus mayores logros como director técnico fueron: llegar a dos semifinales con los «granates», una en 2005, tras eliminar al cuadro de Colo-Colo en la tanda de penales luego de un peleado empate a 3, posteriormente enfrentó a Universidad Católica, empatando en La Serena, para luego ser eliminados en Santiago tras perder por 1 a 0.
La segunda vez que llevó a Deportes La Serena a una semifinal fue en el año 2009 tras una gran campaña de los papayeros donde consiguieron el segundo lugar en la tabla de posiciones, sólo tras Universidad Católica llegando así a pelear cuartos de final con Unión Española a quien eliminaron, pero luego fueron eliminados por Colo-Colo.
A fines del mes de abril de 2011 es presentado como el nuevo entrenador de la Universidad de Concepción. Pero no dura mucho este fichaje, ya que el 26 de marzo de 2012 es despedido debido a los malos resultados que obtuvo con dicho club.
El 3 de mayo de 2012 fue presentado como nuevo entrenador de Everton, equipo que militó en la Primera B de Chile, luego de que un día antes, el club viñamarino despidió a su antecesor Marco Antonio Figueroa, por los malos resultados del equipo, en el Torneo de Apertura 2012 de la Primera B. Su primer éxito fue realizado el 26 de noviembre de 2012, Everton asciende a la Primera División de Chile.
El 21 de septiembre de 2016 se confirmaría a Castañeda como nuevo entrenador de la «U» luego del despido de Sebastián Beccacece, volviendo así al club azul luego de haberlo dirigido en su debut como entrenador de fútbol los años 2002 y 2003. 
Sin embargo, su estadía en la banca azul fue breve, esto ya que el día 13 de diciembre fue despedido junto al cuerpo técnico que lo acompañó —compuesto por Cristián Castañeda, Luis Musrri y Luis Rodoni— luego de una desfavorable gestión tanto fuera como dentro de la cancha.

## Selección nacional
Jugó en la Selección de fútbol de Chile, debutando con La Roja en 1996, en el partido ante Ecuador, válido por las eliminatorias para la Copa Mundial 1998. Disputó un total de 11 partidos ente 1996 y 1997.

### Participaciones en Clasificatorias a Copas del Mundo
| Eliminatorias              | País    | Resultado   | Posición | PJ | Goles |
| -------------------------- | ------- | ----------- | -------- | -- | ----- |
| Eliminatorias Francia 1998 | Francia | Clasificado | 4º       | 9  | 0     |

## Política
Se inscribió como candidato independiente apoyado por la UDI a alcalde de La Serena en las elecciones municipales de 2021, no siendo electo. Luego, anunció su candidatura a diputado por el Distrito 5 en las Elecciones parlamentarias de Chile de 2021, nuevamente apoyado por la UDI.

## Clubes

### Como jugador
| Club                 | País  | Año       |
| -------------------- | ----- | --------- |
| Palestino            | Chile | 1981-1985 |
| Deportes Concepción  | Chile | 1986      |
| Palestino            | Chile | 1987-1988 |
| Deportes Concepción  | Chile | 1989      |
| Palestino            | Chile | 1990-1992 |
| Universidad de Chile | Chile | 1992-1997 |

### Como entrenador
| Club                      | País                 | Año                  | PJ  | PG  | PE  | PP  | Efectividad |
| ------------------------- | -------------------- | -------------------- | --- | --- | --- | --- | ----------- |
| Universidad de Chile      | Chile                | 2002-2003            | 79  | 31  | 27  | 21  | 50.63%      |
| Deportes La Serena        | Chile                | 2005-2010            | 215 | 73  | 57  | 85  | 44.88%      |
| Universidad de Concepción | Chile                | 2011-2012            | 43  | 15  | 12  | 16  | 44.19%      |
| Everton de Viña del Mar   | Chile                | 2012-2013            | 66  | 30  | 11  | 25  | 51.01%      |
| Coquimbo Unido            | Chile                | 2014-2015            | 64  | 16  | 22  | 26  | 36.46%      |
| Universidad de Chile      | Chile                | 2016                 | 12  | 3   | 7   | 2   | 44.44%      |
| Total en sus equipos      | Total en sus equipos | Total en sus equipos | 479 | 168 | 136 | 175 | 44.54%      |

## Palmarés

### Como jugador
| Título           | Club                 | País  | Año  |
| ---------------- | -------------------- | ----- | ---- |
| Primera División | Universidad de Chile | Chile | 1994 |
| Primera División | Universidad de Chile | Chile | 1995 |

### Distinciones individuales
| Distinción                                                                              | Año  |
| --------------------------------------------------------------------------------------- | ---- |
| Incluido dentro de las 50 mejores figuras históricas de Universidad de Chile por AS.com | 2016 |

## Historial electoral

### Elecciones municipales de 2021
- Elecciones municipales de 2021, para la alcaldía de La Serena[12]

| Candidato                    | Pacto                 | Partido | Votos  | %     | Resultado |
| ---------------------------- | --------------------- | ------- | ------ | ----- | --------- |
| Roberto Jacob Juré           | Unidad por el Apruebo | PR      | 23.721 | 34,43 | Alcalde   |
| Víctor Hugo Castañeda Vargas | Chile Vamos           | Ind.    | 15.213 | 22,08 |           |
| Juan Carlos Thenoux Ciudad   | Independiente         | Ind.    | 12.050 | 17,49 |           |
| Álex Garrido Tapia           | Frente Amplio         | Com.    | 11.767 | 17,08 |           |
| Claudio Piña Novoa           | Independiente         | Ind.    | 6.149  | 8,92  |           |

### Elecciones parlamentarias de 2021
- Elecciones parlamentarias de 2021 para el Distrito 5 (Andacollo, Canela, Combarbalá, Coquimbo, Illapel, La Higuera, La Serena, Los Vilos, Monte Patria, Ovalle, Paihuano, Punitaqui, Río Hurtado, Salamanca y Vicuña)[13]

| Candidato                                | Pacto                    | Partido | Votos  | %    | Resultado |
| ---------------------------------------- | ------------------------ | ------- | ------ | ---- | --------- |
| Marco Sulantay Olivares                  | Chile Podemos Más        | UDI     | 18 227 | 7.70 | Diputado  |
| Nathalie Castillo Rojas                  | Apruebo Dignidad         | PCCh    | 12 305 | 5.20 | Diputada  |
| Daniel Manouchehri Moghadam Kashan Lobos | Nuevo Pacto Social       | PS      | 12 293 | 5.19 | Diputado  |
| Carolina Tello Rojas                     | Apruebo Dignidad         | PCCh    | 12 218 | 5.16 | Diputada  |
| Ricardo Cifuentes Lillo                  | Nuevo Pacto Social       | PDC     | 11 436 | 4.83 | Diputado  |
| Pablo Yáñez Pizarro                      | Nuevo Pacto Social       | PDC     | 10 630 | 4.49 |           |
| Juan Manuel Fuenzalida Cobo              | Chile Podemos Más        | UDI     | 9237   | 3.90 | Diputado  |
| Víctor Pino Fuentes                      | Partido de la Gente      | PDG     | 9262   | 3.91 | Diputado  |
| Víctor Hugo Castañeda Vargas             | Chile Podemos Más        | IND-UDI | 9118   | 3.85 |           |
| Felipe Cárcamo Moreno                    | Apruebo Dignidad         | CS      | 7998   | 3.38 |           |
| Ingrid Marín Ramos                       | Partido de la Gente      | PDG     | 6924   | 2.92 |           |
| Marjorie Araya Robles                    | Partido de la Gente      | PDG     | 6739   | 2.85 |           |
| Andrés Guerra Vega                       | Frente Social Cristiano  | PRCh    | 5882   | 2.48 |           |
| Carolina Downey Díaz                     | Partido de la Gente      | PDG     | 5840   | 2.47 |           |
| María Paz Rojas Orrego                   | Nuevo Pacto Social       | IND-PPD | 5636   | 2.38 |           |
| Gonzalo Chacón Larrain                   | Chile Podemos Más        | RN      | 4788   | 2.02 |           |
| Claudia Valenzuela Torres                | Partido Ecologista Verde | PEV     | 4788   | 2.02 |           |